# Mur spirituel

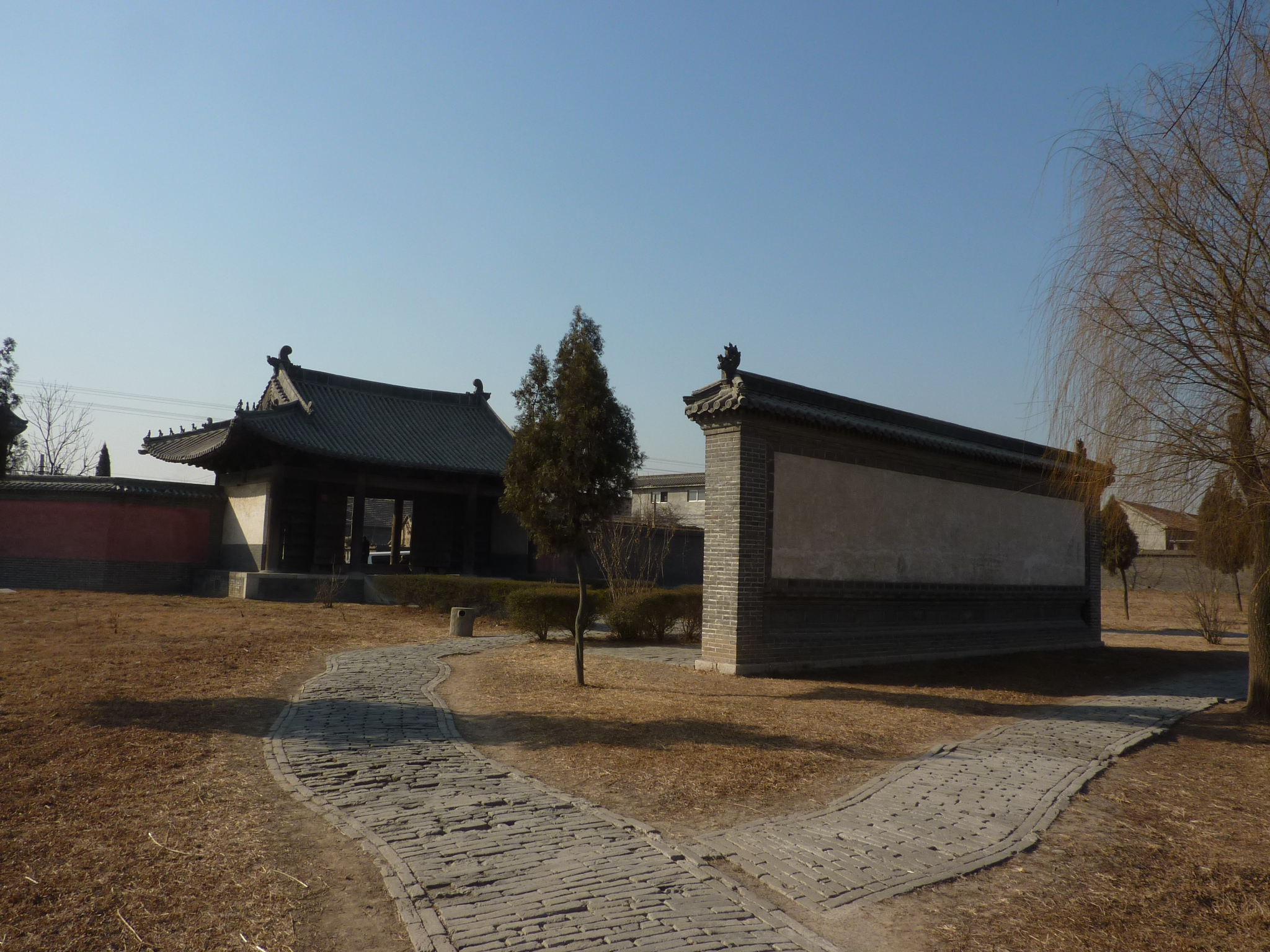
Un mur spirituel moderne à l'intérieur des portes du site historique de à Qufu.

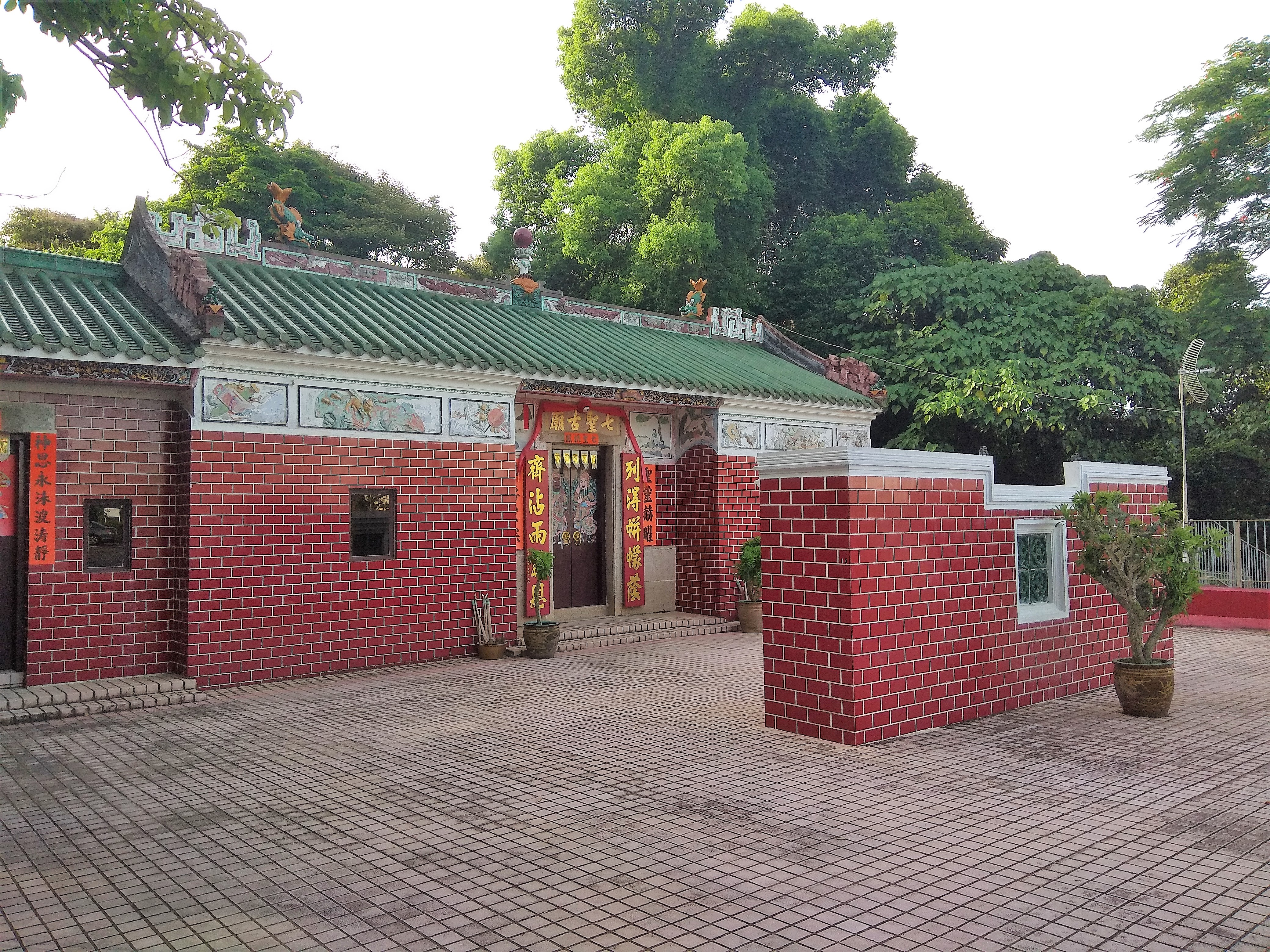
Un mur spirituel devant le temple de Chat Shing à Hong Kong.

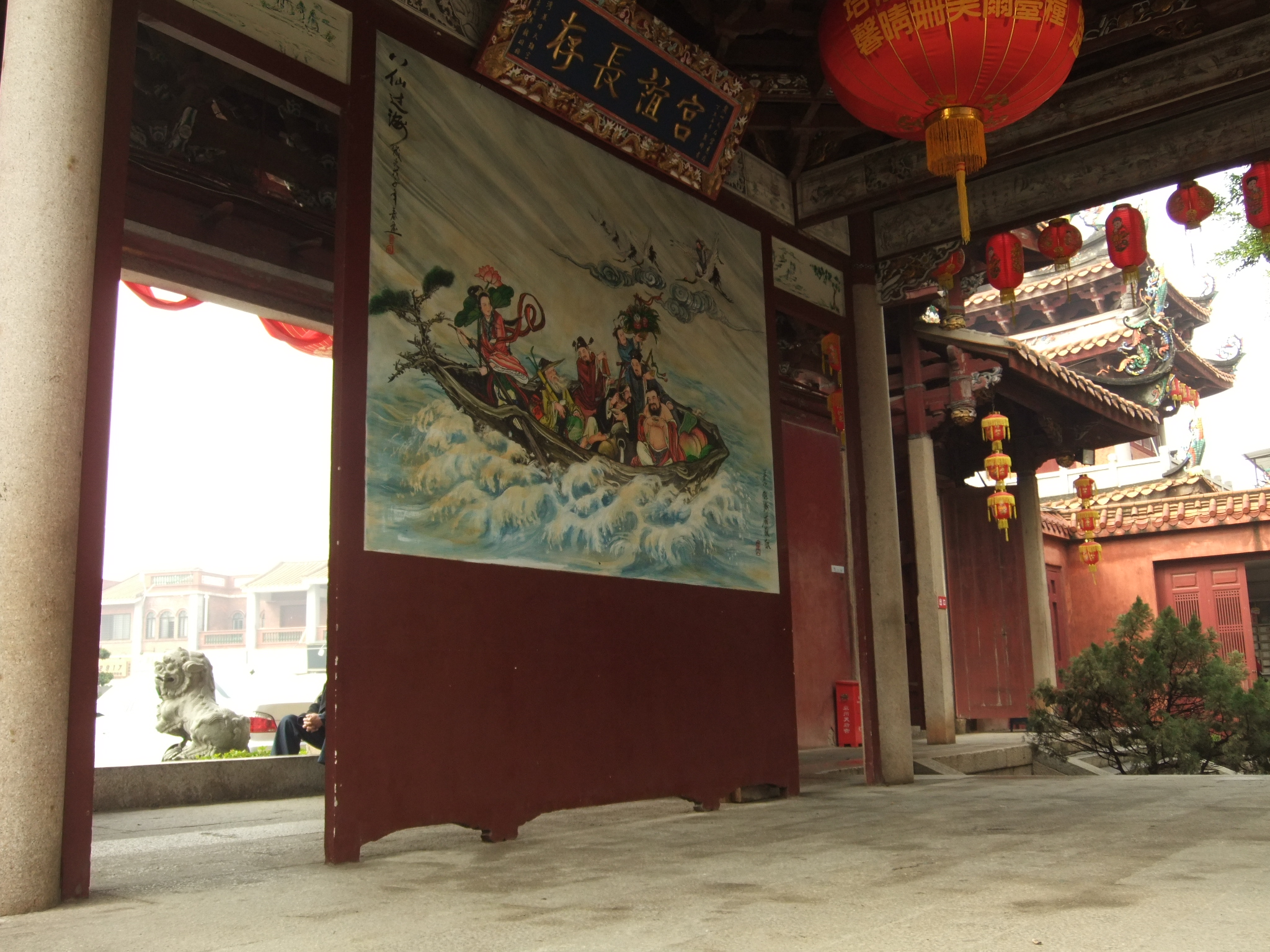
Un mur spirituel à Tian Hou Gong (temple de Mazu) à Quanzhou.

Un mur spirituel (chinois : 影壁 ; pinyin : Yǐng bì ; litt. « mur d'ombres » ou chinois : 照壁 ; pinyin : Zhào bì), également appelé écran spirituel ou mur écran, est utilisé dans l'architecture chinoise traditionnelle pour protéger une porte d'entrée de la vue extérieure. Ils peuvent être positionnés soit à l’extérieur, soit à l'intérieur du portail qu'ils protègent,. Le terme chinois yingbi est utilisé pour désigner les murs à l'extérieur comme à l'intérieur, tandis que le terme zhaobi est utilisé uniquement pour désigner les murs positionnés à l'extérieur.
Les murs spirituels peuvent être des structures solitaires ou être fixés à un mur voisin. Ils peuvent être construits à partir de divers matériaux tels qu'en brique, en bois, en pierre ou en carreaux vernissés. Les murs spirituels extérieurs étaient souvent des symboles de statut, et pouvaient être richement décorés comme avec des symboles de bénédiction, tels que celui de la bonne fortune (福). Les murs spirituels ornés avec des motifs de dragon sont les murs à Neuf Dragons que l'on peut trouver dans les palais et jardins impériaux.
Les murs spirituels sont liés à la croyance que les mauvais esprits ne peuvent pas se déplacer dans les coins, c'est pourquoi le mur les empêche d'entrer par la porte qu'ils protègent,.
Dans la pratique, ils permettent à la lumière naturelle et à la circulation de l'air de pénétrer dans une pièce, tout en obstruant la vision. Une solution qui permet l'intimité et le refroidissement à une époque sans climatisation.
Des preuves archéologiques ont établi l'existence de murs spirituels remontant à la dynastie Zhou de l'Ouest (1046-771 avant J.C.). À cette époque, ils étaient un privilège réservé aux palais et aux demeures des nobles tels que les ducs ou les princes. Leur usage dans les résidences privées ne s'est développé que bien plus tard.